# Esperanza Ocotal
Esperanza Ocotal är en ort i Mexiko.   Den ligger i kommunen Tila och delstaten Chiapas, i den sydöstra delen av landet, 700 km öster om huvudstaden Mexico City. Esperanza Ocotal ligger 807 meter över havet och antalet invånare är 131.
Terrängen runt Esperanza Ocotal är varierad. Runt Esperanza Ocotal är det ganska tätbefolkat, med 96 invånare per kvadratkilometer. Närmaste större samhälle är Simojovel de Allende, 17,1 km söder om Esperanza Ocotal. Trakten runt Esperanza Ocotal består till största delen av jordbruksmark.